# چوبک هندی
چوبک هندی (نام علمی: Carausius morosus) نام یک گونه از راسته چوبک‌سانان است.